# Helsingfors prosteri
Helsingfors prosteri är ett prosteri inom Borgå stift i Finland. Det leds 2018-22 av kontraktsprosten, kyrkoherde Daniel Björk.

## Församlingar inom prosteriet
- Johannes församling
- Matteus församling
- Petrus församling
- Olaus Petri församling (icke-territoriell)
- Deutsche evangelisch-lutherische Gemeinde (icke-territoriell)

Den nuvarande församlingsindelningen kom till år 2009 då Markus församling och Lukas församling slogs samman till Petrus församling i norra Helsingfors samt Helsingfors norra svenska församling, södra svenska församling och Tomas församling slogs samman till Johannes församling. Vidare blev en del av Sibbo svenska församling på grund av gränsjusteringen mellan Helsingfors stad och Sibbo kommun del av Matteus församling år 2009.
Olaus Petri församling övergick till Borgå stift från Svenska kyrkan år 2007.